# Le Rêve de mon Père
Ne pas confondre avec Les Rêves de mon père, autobiographie de Barack Obama.
Le Rêve de mon Père (花男, Hana otoko) est un manga de Taiyō Matsumoto, prépublié dans le magazine Big Comic Spirits entre 1991 et 1992 puis publié en 3 volumes reliés par Shōgakukan. La version française est éditée par Kana dans la collection « Big Kana » entre septembre 2018 et janvier 2019.